# Sara Hector
Sara Maria Hector (Sandviken, 4 de septiembre de 1992) es una deportista sueca que compite en esquí alpino.
Participó en tres Juegos Olímpicos de Invierno, entre los años 2014 y 2022, obteniendo una medalla de oro en Pekín 2022, en el eslalon gigante.
Ganó cuatro medallas en el Campeonato Mundial de Esquí Alpino entre los años 2011 y 2025. En la Copa del Mundo consiguió siete victorias y veinticuatro podios en total.

## Palmarés internacional
| Juegos Olímpicos   | Juegos Olímpicos                   | Juegos Olímpicos  | Juegos Olímpicos |
| Año                | Lugar                              | Medalla           | Prueba           |
| ------------------ | ---------------------------------- | ----------------- | ---------------- |
| 2022               | Pekín (China)                      | Medalla de oro    | Eslalon gigante  |
| Campeonato Mundial |                                    |                   |                  |
| Año                | Lugar                              | Medalla           | Prueba           |
| 2011               | Garmisch-Partenkirchen (Alemania)  | Medalla de bronce | Equipo mixto     |
| 2015               | Vail/Beaver Creek (Estados Unidos) | Medalla de bronce | Equipo mixto     |
| 2021               | Cortina d'Ampezzo (Italia)         | Medalla de plata  | Equipo mixto     |
| 2025               | Saalbach (Austria)                 | Medalla de bronce | Equipo mixto     |